# Odvlaživanje pare
Odvlaživanje pare ili separacija pare se koristi uglavnom za vodenu paru koja iz parnoga bubnja izlazi prema pregrijaču pare, da bi što više odvojile čestice vode od pregrijane pare, te tako spriječe problemi koje bi vlažnost pare izazvala u pregrijaču pare ili parnoj turbini. Pri radu generatora pare dio se vode iz parnog bubnja u obliku sitnih kapljica povlači zajedno s parom (odnošenje kapljica), a uređaji za odvlaživanje pare imaju namjenu da to što više smanje. Kapljice vode u izlaznoj pari iz bubnja štete u radu generatora pare jer sadrže povećanu koncentraciju soli (zbog ugušćenja vode u parnom bubnju kod isparivanja), koje se tada talože na unutarnjim stijenkama cijevi pregrijača, cjevovoda i lopaticama parnih turbina.
Taloženje soli na stijenkama cijevi pregrijača pare uzrokuje povećanje otpora strujanju, smanjenje prijelaza topline, toplinsko opterećenje materijala i ponekad do puknuća cijevi. Taloženje soli na stijenkama turbinskih lopatica povećava gubitke u njima, a zbog povećanja otpora strujanja raste aksijalna sila, pa može nastati nedopušteni aksijalni pomak i oštećenje aksijalnog odrivnog ležaja parne turbine. 

## Uređaji za odvlaživanje pare
Da bi se smanjila vlažnost izlazne pare iz parnog bubnja zbog mugućih štetnih posljedica, u parnim bubnjevima je potrebno ugraditi odgovarajuće uređaje za odvajanje koji mogu biti u obliku: posebnog sabirnika pare, perforirane cijevi za oduzimanje pare, perforiranog lima, paketa valovitih limova, ciklonskih odvajača i drugo.

### Sabirnik pare
Sabirnik pare razdvaja (separira) čestice vode iz pare i sličan je parnom bubnju, samo je manjih dimenzija. Obično je spojen s više cijevnih priključaka s gornjim parnim prostorom parnog bubnja. Razdvajanje čestica vode se postiže povećanjem obujma (volumena) parnog prostora, odnosno smanjenjem njegovog specifičnog opterećenja i promjenom presjeka strujanja. Odvojene kapljice vode posebnim se drenažnim cijevima iz sabirnika pare vraćaju u vodni prostor parnog bubnja.

### Perforirana cijev za oduzimanje pare
Učinak odvlaživanja pare s perforiranom cijevi za oduzimanje pare postiže se ujednačavanjem oduzimanja pare na čitavoj duljini parnog bubnja, skretanjem strujanja pare (jer su otvori za ulaz pare smješteni suprotno od vodnog ogledala), naglom promjenom brzine strujanja pri ulazu i izlazu kroz otvore (procjepe ili provrte) i adhezijskim djelovanjem na stijenkama. Perforirana cijev jednim priključkom za oduzimanje pare treba da bude učvršćena tako da omogućuje toplinsko istezanje pri promjeni temperature, zbog čega na jednoj strani ima čvrsti oslonac, a na drugoj klizni spoj. Posebnom drenažnom cijevi vraćaju se razdvojene kapljice vode u vodni prostor parnog bubnja.

### Perforirani lim
Radi pospješivanja učinka odvlaživanja pare perforirani se lim ugrađuje u vodni prostor i u parni prostor, ispred cijevi za odvod pare iz parnog bubnja, i to po čitavoj njegovoj duljini. Postavljanjem u vodni prostor postiže se ravnomjerno opterećenje vodnog ogledala, a u parnom prostoru djeluje na ujednačavanje otpora strujanja i ravnomjerno korištenje čitavog presjeka parnog prostora. Perforirani lim djeluje na razdvajanje također i adhezijskim svojstvom stijenki. Najčešće se ugrađuje zajedno s drugim uređajima za odvlaživanje pare.

### Paketi valovitih limova ili žičanih ispuna
Takvi se odvlaživači pare sastoje od paketa valovitih limova ili žičanih ispuna, a obično se koristi zajedno s drugim uređajima za odvlaživanje pare. Sitne kapljice odvajaju se zbog višestruke promjene smjera strujanja, te adhezijskog učinka. 

### Ciklonsko odvajanje
Ciklonsko odvajanje je jedan od najučinkovitijih načina za odvlaživanje pare u parnim bubnjevima. Za postizanje učinka odvlaživanja pare koristi se djelovanje centrifugalne sile. Limenim stijenkama, iznad izlaza iz isparivačkih cijevi, usmjerava se mješavina vode i pare prema ciklonskim odvajačima (separatorima), koji imaju tangencijalni ulaz da bi se poboljšalo djelovanje centrifugalne sile. Zbog toga se odvajaju čestice vode, koje imaju veću gustoću, pa se uz unutarnje stijenke ciklona vraćaju u vodni prostor parnog bubnja. To je zapravo prvi korak u razdvajanju. Drugi korak čine paketi valovitih limova ili žičanih ispuna smještenih iznad ciklona gdje izlazi para. Da bi se spriječilo udaranje odvojenih kapljica vode u vodnu površinu, a prema tome i njezino vrtloženje i bućkanje, one na donjoj strani ciklona izlaze preko učvršćenih lopatica za stabilizaciju strujanja.